# Trận phòng thủ Odessa (1941)
Trận phòng thủ Odessa là một trận đánh giữa Hồng quân Liên Xô với quân đội Đức Quốc xã và đồng minh Romania diễn ra trong giai đoạn đầu của chiến tranh Xô-Đức.
Theo kế hoạch Chiến dịch Barbarossa, việc công kích thành phố Odessa chủ yếu do quân đội phát xít Romania cùng với các đơn vị của Tập đoàn quân số 11 thuộc lục quân Đức. Hồng quân Xô Viết đã kháng cự rất quyết liệt tại Odessa; đồng thời Tập đoàn quân độc lập Duyên hải cũng được nhanh chóng thiết lập từ các đơn vị của Tập đoàn quân số 9), và lực lượng phòng thủ Odessa cũng nhận được sự trợ giúp của Hạm đội Biển Đen. Chính vì vậy, quân phát xít Đức và Romania đã phải mất đến 73 ngày công kích với bốn đợt tấn công lớn mới hạ được thành phố này. Trận Odessa đã lấy mất 93 nghìn binh sĩ của quân đội phát xít Đức và Romania.
Ngày 14 tháng 10 năm 1941, phần lớn các lực lượng Hồng quân tại Odessa đã di tản khỏi thành phố. Lực lượng du kích Liên Xô vẫn ở lại Odessa và tiếp tục quấy phá lực lượng địch. Odessa là thành phố duy nhất bị chiếm đóng bởi một lực lượng mà phần lớn quân số của nó không phải là người Đức và cũng không nhận được nhiều sự hỗ trợ từ các lực lượng phát xít Đức. 
Tháng 4 năm 1944, Odessa được Quân đội Liên Xô giải phóng.

## Bối cảnh
Tại thời điểm tháng 6 năm 1941, ba ngày sau khi Chiến tranh Xô-Đức bùng nổ, Phương diện quân Nam (Liên Xô) được hình thành từ Quân khu Odessa. Ban đầu, nó chỉ có tập đoàn quân 9 do thượng tướng Ivan Vladimirovich Tiulenev chỉ huy. Ngày 25 tháng 6 năm 1941, Bộ Tổng tư lệnh quân đội Liên Xô rút quân đoàn bộ binh 17 và quân đoàn cơ giới 16 từ tập đoàn quân 12 (Phương diện quân Tây Nam) xây dựng tập đoàn quân 18, thành lập Phương diện quân Nam gồm các tập đoàn quân 9 và 18 do I. V. Tiulenev chỉ huy. Binh lực gồm 13 sư đoàn bộ binh, 3 sư đoàn kỵ binh, 2 sư đoàn cơ giới. giang đội Danube, căn cứ hải quân Odessa và các đoàn biên phòng thuộc Bộ dân ủy Nội vụ.
Ngày 27 tháng 6, tập đoàn quân dã chiến 11 (Đức) cùng các tập đoàn quân Romania 3, 4 và quân đoàn cơ giới Hungaria đã tấn công trên toàn tuyến biên giới Liên Xô do Phương diện quân Nam phòng thủ. Đến ngày 7 tháng 7, tập đoàn quân 18 (Liên Xô) bị đẩy lùi về tả ngạn sông Dniestr, tập đoàn quân 9 vẫn giữ được tuyến phòng thủ trên sông Prut và sông Danube. Ngày 18 tháng 7, quân đoàn cơ giới 56 thuộc tập đoàn quân 11 (Đức) chọc thủ phòng tuyến sông Dniestr, đẩy lùi tập đoàn quân 18 lên phía Bắc và tập đoàn quân 9 xuống phía Nam. Ngày 5 tháng 8, tập đoàn quân 4 Romania cùng với quân đoàn cơ giới 50 và quân đoàn bộ binh 72 (Đức) bao vây chủ lực tập đoàn quân 9 (Liên Xô) tại Odessa và các vùng phụ cận. Bộ Tổng tư lệnh các mặt trận hướng Tây Nam (Liên Xô) thành lập Tập đoàn quân Duyên hải độc lập (Отдельная Приморская армия) với nhiệm vụ phòng thủ Odessa.

## Binh lực

### Liên quân Đức-Romania
- Tập đoàn quân Romania 4 của tướng Dumitrescu
- Quân đoàn bộ binh 50 (Đức)
- Quân đoàn bộ binh 72 (Đức)

### Quân đội Liên Xô
Tập đoàn quân độc lập Duyên Hải phòng thủ Odessa do trung tướng I. E. Petrov chỉ huy gồm:
- Cụm quân thuộc khu phòng thủ Odessa (3 sư đoàn bộ binh) do tướng G. P. Safronov chỉ huy.
- Sư đoàn bộ binh 25 của đại tá V. F. Vorobiev
- Sư đoàn bộ binh 95 của đại tá G. M. Kochenov
- Sư đoàn bộ binh 421.
- Sư đoàn bộ binh 157.
- Lữ đoàn hải quân đánh bộ số 1 của đại tá Ya. I. Osipov
- Liên đội máy bay ném bom 69 của thiếu tá L. L. Shestakov.
- Đội biên phòng 26 của thiếu tá A. A. Malov.

## Diễn biến
Ngày 5 tháng 8, chiến sự đã diễn ra ở khu vực ngoại vi. Đến ngày 8 tháng 8, Odessa đã bị bao vây từ hướng Tây và hướng Bắc, chỉ còn hướng Đông và hướng biển vẫn do Phân hạm đội Odessa của hạm đội Biển Đen trấn giữ. Đến ngày 10 tháng 8, các đơn vị quân đội Liên Xô tại Odessa đã lập tuyến phòng thủ gồm nhiều lớp trên các hướng tiếp cận vào thành phố. Hàng trăm nghìn người dân đã tham gia xây dựng tuyến phòng thủ thành phố gồm ba lớp, lớp ngoài cùng cách trung tâm thành phố 20 đến 25 km, lớp giữa cách trung tâm từ 10 đến 14 km và lớp trong cùng cách trung tâm từ 6 đến 10 km. Khoảng 250 chướng ngại vật chống tăng đã được lắp đặt.
Các chỉ huy cao cấp của quân Đức giao cho tập đoàn quân Romania 4 làm lực lượng chủ lực đánh chiếm Odessa. Tập đoàn quân này có 12 sư đoàn bộ binh và 7 lữ đoàn (có 4 sư đoàn người Đức). Ngày 20 tháng 8, lực lượng này được tăng viện thêm 5 sư đoàn quân lấy từ tập đoàn quân Romania 3
Ngày 11 tháng 8, 3 sư đoàn bộ binh, một sư đoàn kỵ binh và 2 lữ đoàn thủy quân lục chiến bắt đầu kịch chiến với tập đoàn quân Romania 4. Các cuộc phản kích của kỵ binh Liên Xô đã đẩy lùi cuộc công kích chính diện của quân Romania tại lớp phòng thủ ngoài cùng. Ngày 13 tháng 8, quân Đức và Romania đã đột phá đến bờ Biển Đen ở phía đông thành phố, Odessa hoàn toàn bị cắt đứt liên lạc trên đất liền với Phương diện quân Nam. Ngày 15 tháng 8, quân Romania thay đổi chiến thuật, mở hai mũi vu hồi từ hướng Tây Bắc và Đông Bắc vào hai bên sườn Tập đoàn quân độc lập Duyên Hải nhưng vẫn bị chặn đứng trước tuyến phòng thủ thứ hai.

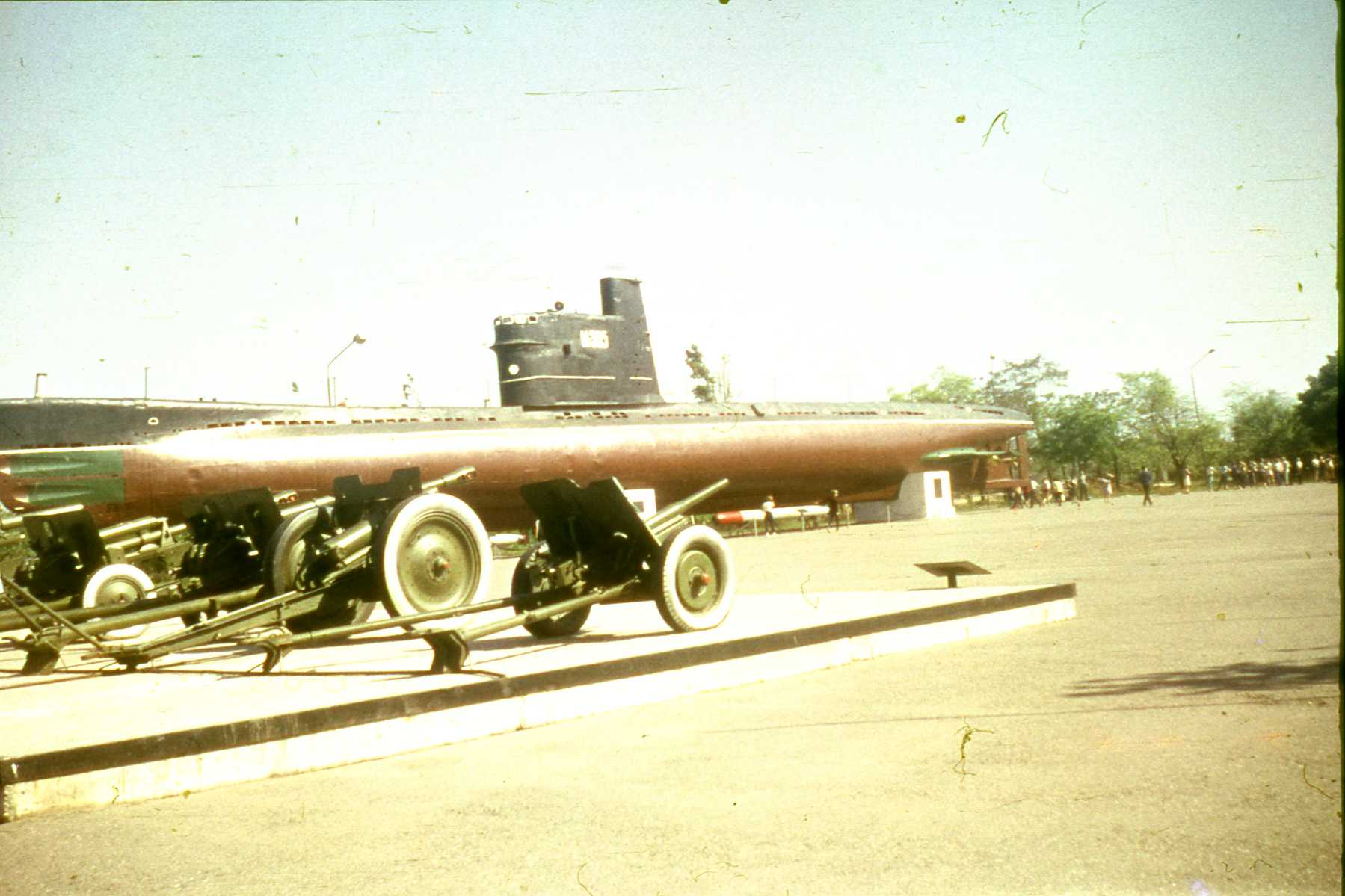
Chiếc tàu ngầm M-269 và một số khẩu pháo đã được sử dụng trong cuộc phòng thủ 73 ngày tại Odessa năm 1941. (Hiện vật của bảo tàng Odessa).

Để tăng viện cho Odessa đang bị bao vây, ngày 15 tháng 8, đại tướng G. K. Zhukov đã lệnh cho Phó đô đốc F. S. Oktyabrsky chuyển thuộc căn cứ hải quân Odessa cho Tập đoàn quân độc lập Duyên hải, điều động các tàu vận tải vận chuyển vũ khí, đạn dược, thiết bị quân sự, nhiên liệu và hàng tiếp tế cung cấp cho quân phòng thủ. Lực lượng phòng thủ ban đầu chỉ có hai sư đoàn bộ binh và một sư đoàn kỵ binh. Trung tuần tháng 8, hạm đội Biển Đen đã vận chuyển đến đây sư đoàn bộ binh 421, 2 lữ đoàn hải quân đánh bộ, vài chi đội thủy thủ với quân số khoảng 10.000 người, nâng tổng quân số phòng thủ lên khoảng 34.500 người. Tướng I. E. Petrov đã sử dụng hai lữ đoàn hải quân đánh bộ 33 và 60 của các trung tá D. I. Surov và B. V. Kudriavshev cùng với tàu ngầm bịt chặt các hướng ra vào Odessa từ phía biển. Cuối tháng 8, sau khi đã sơ tán toàn bộ trẻ em, người già và phần lớn phụ nũ không có nhiệm vụ, đã có 2.400 đàn ông trong thành phố tình nguyện tham gia vào lực lượng phòng thủ.
Ngày 20 tháng 8, quân Đức và Romania tiếp tục tấn công nhưng vẫn bị chặn đứng trước phòng tuyến thứ hai trong gần một tháng. Một phần lớn quân Đức và Romania thương vong do hỏa lực mạnh từ các pháo hạm của Hạm đội Biển Đen. Để đáp trả, không quân Đức tăng cường oanh tạc thành phố bằng máy bay ném bom và đánh phá các pháo hạm Liên Xô bằng máy bay thả ngư lôi. Hạm đội Biển Đen (Liên Xô) cũng sử dụng có hiệu quả các máy bay ném bom gây nhiều thiệt hại cho các đơn vị thiết giáp và pháo binh Romania.
Sau khi quân Romania đột phá đến bờ biển phía Đông thành phố, tướng Eugen Ritter von Schobert, tư lệnh tập đoàn quân 11 (Đức) đưa quân đoàn 50 còn nguyên vẹn mở cuộc tấn công qua cửa sông Kuyal sâu từ 4 đến 5 km, uy hiếp hướng Đông Bắc khu phòng thủ Odessa và tăng cường thêm ba trung đoàn pháo hạng nặng đánh phá thành phố. Để tăng cường phòng ngự ở hướng này, Hạm đội Biển Đen đã vận chuyển sư đoàn bộ binh 157 từ Novorosiysk tiếp tục tăng viện cho Tập đoàn quân độc lập Duyên Hải.

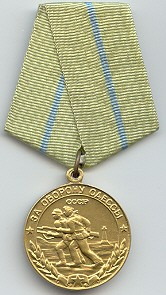
38 nghìn sĩ quan và binh sĩ quân đội Liên Xô đã được tặng thưởng huy chương Vì sự nghiệp chiến đấu bảo vệ thành phố cảng Odessa.

Ngày 22 tháng 9, cụm quân Romania đang tiến công tại khu vực phía đông đã bị phản công bất ngờ bởi ba trung đoàn hải quân đánh bộ Liên Xô của giang đoàn Danube do Phó đô đốc Gorshkov chỉ huy. Hai tiểu đoàn đổ bộ đường không do trung tá Grigoriev chỉ huy đã được thả xuống sau lưng quân Romania. Kết quả của các cuộc phản công này đã làm cho quân Romania tổn thất lớn, 2 sư đoàn bị thương vong nặng và bị đẩy lùi từ 5 đến 8 km. Liên quân Đức-Romania mất các vị trí thuận lợi để triển khai pháo binh bắn phá khu cảng Odessa.
Mặc dù mọi cố gắng đánh chiếm Odessa của liên quân Đức-Romania đều không đạt kết quả nhưng các diễn biến tại mặt trận Ukraina lại rất phức tạp. Thừa thắng sau trận bao vây và đánh tan 3 tập đoàn quân Liên Xô tại phía Đông Kiev, Cụm tập đoàn quân Nam (Đức) đã đột kích vào Donbas và Krym, đánh chiếm Kharkov, uy hiếp căn cứ hải quân Sevastopol. Bộ Tổng tư lệnh tối cao Liên Xô buộc phải lựa chọn và trong trường hợp này, họ quyết định bỏ Odessa để tăng cường phòng thủ của Krym và giữ Sevastopol. Ngày 30 tháng 9 năm 1941, Bộ Tổng tư lệnh Liên Xô điện cho tướng I. E. Petrov:"Phối hợp với Hạm đội Biển Đen rút quân khỏi Odessa đến phòng thủ bán đảo Krym càng sớm càng tốt".
Từ ngày 1 đến ngày 16 tháng 10, Hạm đội Biển Đen đã tổ chức vận chuyển các đơn vị của Tập đoàn quân độc lập Duyên Hải từ Odessa về Sevastopol. Các cuộc chuyển quân dược tổ chức bí mật về ban đêm trong suốt hai tuần nên hầu như không bị tổn thất về người, vũ khí và phương tiện. Cuộc phòng thủ dài 73 ngày của quân đội Liên Xô tại Odessa kết thúc. Tập đoàn quân Romania 4 đánh chiếm thành phố. Tập đoàn quân 11 (Đức) lại một lần nữa phải đối đầu với Tập đoàn quân độc lập Duyên Hải (Liên Xô) tại bán đảo Krym và căn cứ Sevastopol.